# Camilla Parker Bowles
Pour les articles homonymes, voir Parker et Bowles.
Titre
Reine consort du Royaume-Uni et des
autres royaumes du Commonwealth
Depuis le 8 septembre 2022
(2 ans et 11 mois)
Signature
Camilla Parker Bowles, née Camilla Shand le 17 juillet 1947 à Londres, est reine consort du Royaume-Uni et des autres royaumes du Commonwealth depuis le 8 septembre 2022 en tant qu'épouse du roi Charles III.
Issue d'une famille de la bonne société britannique, elle rencontre Charles, alors prince de Galles, au début des années 1970. Ne pouvant l'épouser, en raison notamment de l'opposition de la famille royale, elle se marie avec un officier catholique, Andrew Parker Bowles, avec qui elle a deux enfants, alors que le prince Charles épouse en 1981 une jeune aristocrate, Diana Spencer.
Charles et Camilla maintiennent toutefois leur liaison durant les années 1980 et 1990. La révélation de cet adultère, précédant la séparation du couple princier en 1992, vaut à Camilla une forte impopularité qui la poursuivra plusieurs années tandis que la princesse Diana meurt tragiquement en 1997.
Le couple s'affiche publiquement pour la première fois en 1999 lors des 50 ans de la sœur de Camilla, puis Charles et Camilla se marient en 2005. Camilla prend alors le titre de duchesse de Cornouailles et s'implique dans les relations publiques de la famille royale, particulièrement dans le domaine caritatif, littéraire et la lutte contre l'ostéoporose. Elle voit dès lors l'hostilité de l'opinion publique à son encontre s'atténuer.
Le 8 septembre 2022, à la mort de la reine Élisabeth, son époux accède au trône sous le nom de Charles III. Camilla devient alors reine consort du Royaume-Uni. Elle est couronnée au côté de son époux lors de la cérémonie de couronnement à l’abbaye de Westminster, le 6 mai 2023.

## Biographie

### Origines familiales
Camilla Shand est la fille du major Bruce Shand (1917-2006), officier de l'armée britannique — reconverti dans le négoce du vin et membre de la confrérie des chevaliers du Tastevin — et vice-lord-lieutenant du Sussex de l'Est (de 1974 à 1992), et de son épouse Rosalind Cubitt (1921-1994), issue de la famille des barons Ashcombe. Camilla a une sœur cadette, Annabel Elliot (en) (née en 1949), ainsi qu'un frère cadet, Mark Shand (en) (1951-2014).
Par son père, elle est la petite-fille du journaliste et écrivain Philip Morton Shand et la nièce d'Elspeth Howe, baronne Howe d'Idlicote, femme politique et épouse de Geoffrey Howe, baron Howe d'Aberavon.
Par sa mère, elle est l'arrière-petite-fille d'Alice Keppel née Edmonstone (1868-1947), maîtresse du futur Édouard VII (1841-1910) — alors qu'il était prince de Galles —, le trisaïeul de Charles III.
Elle compte également parmi ses ancêtres Sir Allan MacNab (1798-1862), premier ministre du Canada-Uni, et Arnold Joost van Keppel (1670-1718), premier comte d'Albemarle, favori de Guillaume III d'Angleterre, stathouder des Provinces-Unies (1672-1702) et roi d'Angleterre (1689-1702).

### Jeunesse et formation
Camilla passe son enfance et sa jeunesse à Plumpton, un village du district de Lewes dans le Sussex de l'Est.
Elle suit des études secondaires qu'elle achève à la Queen's Gate School à Londres après avoir obtenu le Certificate of Education Ordinary Level (O-Level) renonçant ainsi aux études supérieures qui nécessitent l'Advanced Level Certificate.
En mars 1965, âgée de 17 ans, elle fait partie des 311 « débutantes » de l'année, c'est-à-dire des jeunes filles de la haute société britannique faisant leur entrée dans le « monde ».
Elle travaille ensuite comme secrétaire pour différentes firmes, tout en vivant à Londres.
Camilla fait la connaissance du prince de Galles en 1970, durant un match de polo. Leur idylle est de courte durée : Charles, qui a 21 ans, s'engage dans la Royal Navy et Camilla, d'un an son aînée, se marie avec le major Andrew Parker Bowles.

### Premier mariage et postérité
Le 4 juillet 1973, elle épouse à Londres Andrew Parker Bowles, officier des Horse Guards, né le 27 décembre 1939 (puis brigadier en retraite), fils de Derek Parker Bowles (arrière-petit-fils de Thomas Parker, 6e comte de Macclesfield) et de Lady Ann Parker Bowles (fille de Sir Humphrey de Trafford, 4e baronnet).
De ce premier mariage sont issus deux enfants :
- Thomas Parker Bowles, né à Westminster, le 18 décembre 1974, époux de 2005 à 2018 de Sara Buys, dont deux enfants[10] :
  - Lola Parker Bowles, née en 2007 ;
  - Frederick Parker Bowles, né en 2010 ;
- Laura Parker Bowles, née à Swindon, le 1er janvier 1978, épouse en 2006 Harry Lopes, dont trois enfants :
  - Eliza Lopes, née en 2008 ;
  - Gus Lopes, né en 2009 ;
  - Louis Lopes, jumeau du précédent, né en 2009.

Andrew et Camilla Parker Bowles divorcent en mars 1995, après près de 22 ans de mariage.

### Relation avec le prince Charles de 1981 à 2005

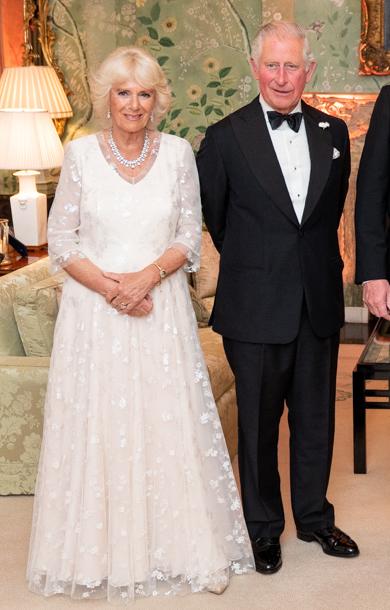
Camilla et le prince Charles en 2019.

À la fin des années 1970, le prince Charles, toujours célibataire à l'âge de trente ans, est sommé de prendre une épouse pour assurer la descendance de la maison Windsor : en 1981, il épouse Lady Diana Spencer, âgée de vingt ans. De ce mariage naissent deux fils, William et Harry.
Les relations entre Charles et Diana se détériorent au cours des années 1980, notamment parce Diana pense que Charles poursuit sa liaison avec Camilla, alors mariée, ce que la princesse prétend dans une biographie parue au début des années 1990. En fait, contrairement à ce que Diana a réussi à faire croire, dès son mariage Charles est certes resté en contact étroit avec Camilla mais ils n'étaient alors que bons amis, ce que Charles a indirectement confirmé à la télévision. Ce n'est qu'à la suite des scènes continuelles de Diana et de sa décision de faire chambre à part que leur liaison a repris, peu après la naissance du prince Harry.
Tandis que Charles et Diana se séparent officiellement en 1992, Camilla divorce en 1995 d'Andrew Parker Bowles. La liaison de Charles avec Camilla s'affiche publiquement. Charles et Diana divorcent le 28 août 1996 et celle-ci meurt dans un accident de la circulation le 31 août 1997 à Paris.
Cette mort tragique suscite au Royaume-Uni une telle émotion en faveur de la princesse qu'un malaise grave apparaît entre la reine, en résidence au château de Balmoral, et l'opinion publique (« Where is the Queen ? », demande un tabloïd). C'est, semble-t-il, l'intervention du premier ministre Tony Blair, immédiatement en phase avec l'émotion populaire (« C'était la princesse du peuple ») qui contraint la reine à sortir de sa réserve, à revenir à Londres depuis Balmoral et à prononcer une allocution télévisée, mais seulement au bout de quelques jours.

### Mariage avec Charles et implications statutaires
Dans ces conditions, il ne paraît pas opportun que Charles épouse immédiatement Camilla. À quoi s'ajoute la question du divorce qui avait empêché Wallis Simpson de devenir l'épouse du roi Édouard VIII.
Le mariage de Charles et de Camilla a lieu le 9 avril 2005, à travers une cérémonie civile sans apparat, à la mairie de Windsor.

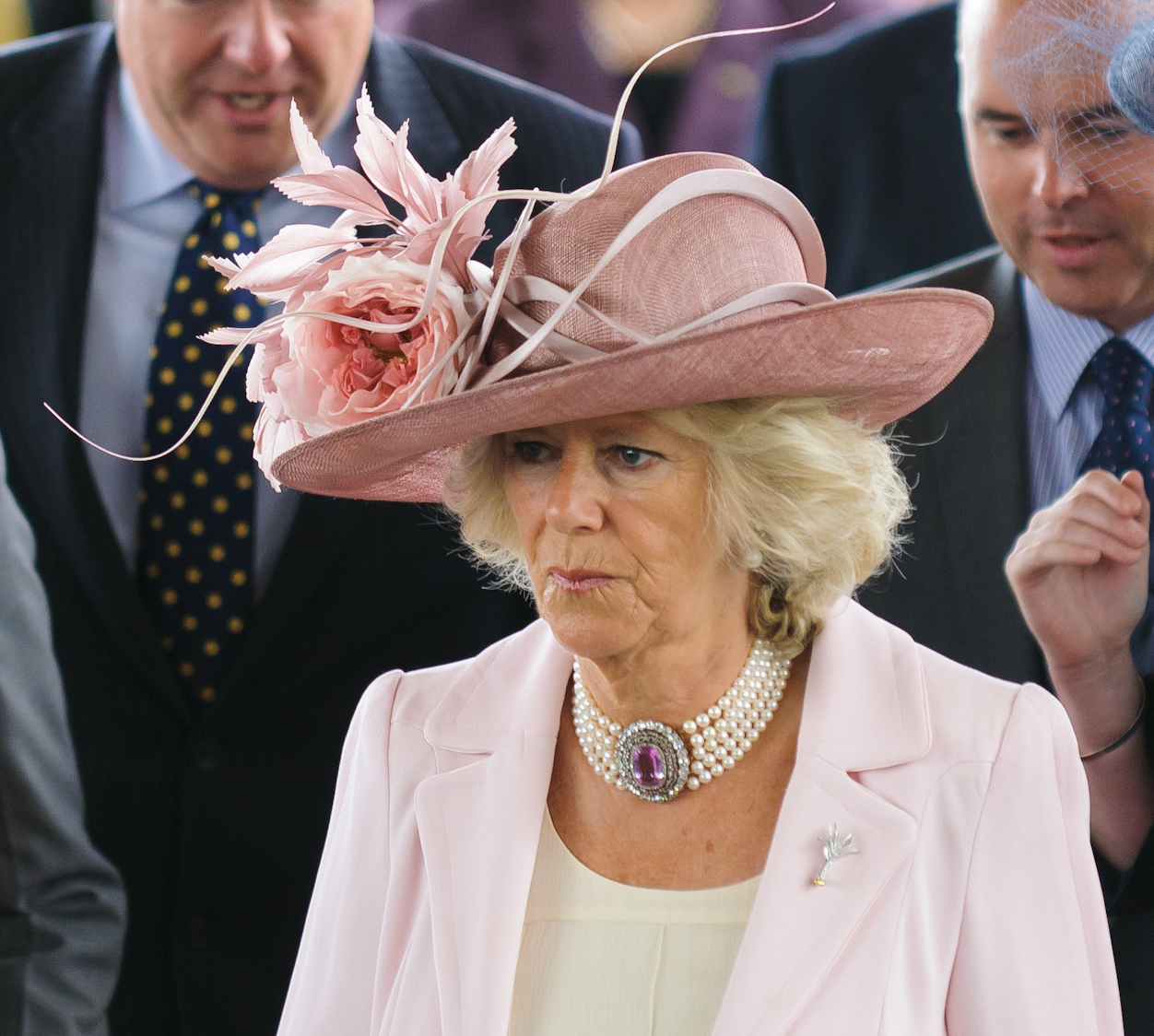
Camilla lors de l'ouverture du Parlement gallois à Cardiff (2011).

En raison de l'hostilité d'une frange de l'opinion publique britannique à ce mariage, certains imaginaient que Camilla recevrait le simple titre de « duchesse de Cornouailles » et que, dans l'éventualité d'une accession au trône de son époux, elle ne deviendrait pas reine consort, mais conserverait simplement sa titulature ducale. Toutefois, des développements survenus entre l'annonce (février) et la célébration (avril) du mariage infirment ces projections. En effet, le gouvernement britannique a longuement étudié la question et, bien qu'il ait initialement préconisé cette solution, le ministre des Affaires constitutionnelles, Chris Leslie, a dû reconnaître, le 21 mars 2005, dans sa réponse écrite à une question émanant d'un juriste, que rien ne permettait d'affirmer que le mariage du prince de Galles et de Camilla Parker Bowles puisse être d'un caractère morganatique. Andrew Mackinlay, le juriste qui avait posé la question initiale, en a donc tiré la conclusion que l'accession au trône du prince Charles entraînerait automatiquement une titulature de « reine » pour son épouse : « Cela est absolument sans équivoque qu'elle devienne automatiquement reine lorsqu'il deviendra roi. » Cette interprétation est immédiatement confirmée par le département des Affaires constitutionnelles, qui précise que l'usage constant, depuis des siècles, ayant toujours été que l'épouse (légitime et non morganatique) d'un roi soit elle-même titrée reine : seul le vote d'une loi en sens contraire serait susceptible de changer cet état de fait. Cependant, pour ménager l'opinion publique, le cabinet du prince de Galles précise que Camilla recevra le titre de « princesse consort ». À l'occasion de ses 70 ans de règne, en février 2022, Élisabeth II fait toutefois part de son « souhait sincère » que « Camilla soit désignée comme reine consort » lorsque Charles deviendra roi,,.
Le mariage ne modifie pas les arrangements jusqu'à ce que le prince de Galles accède au trône. Camilla a porté le prédicat d'altesse royale et les titres de duchesse de Rothesay en Écosse, de duchesse de Cornouailles partout ailleurs, sans utiliser le titre de princesse de Galles, puisqu'elle s'y refusait.

### Engagements humanitaires et littéraires
La reine est marraine royale (Royal Patron) d'Emmaüs UK, branche britannique du mouvement Emmaüs ainsi que de ShelterBox (en), une organisation humanitaire apportant des abris d'urgence, dont elle est également la présidente. Elle est aussi mécène de la Royal Society of Literature à Londres.
Camilla lance, durant la pandémie de Covid-19, un club de lecture virtuel sur Instagram dans lequel elle partage ses lectures, tout en promouvant le pouvoir de la littérature.

### Reine consort du Royaume-Uni

Monogramme royal de la reine Camilla (Camilla Regina).

À la mort de la reine Élisabeth II, le 8 septembre 2022, le prince Charles devient le roi Charles III et Camilla devient reine consort du Royaume-Uni. Le lendemain, elle et son époux quittent le château de Balmoral où la reine est décédée et où ils ont passé la nuit, pour revenir à Londres, au palais de Buckingham. À leur arrivée, ils prennent leur premier bain de foule devant les grilles du palais. Charles III prononce son premier discours à la nation dans la soirée. Il y rend hommage à sa mère, ainsi qu'à son épouse, et annonce la nomination de son fils William comme prince de Galles. 

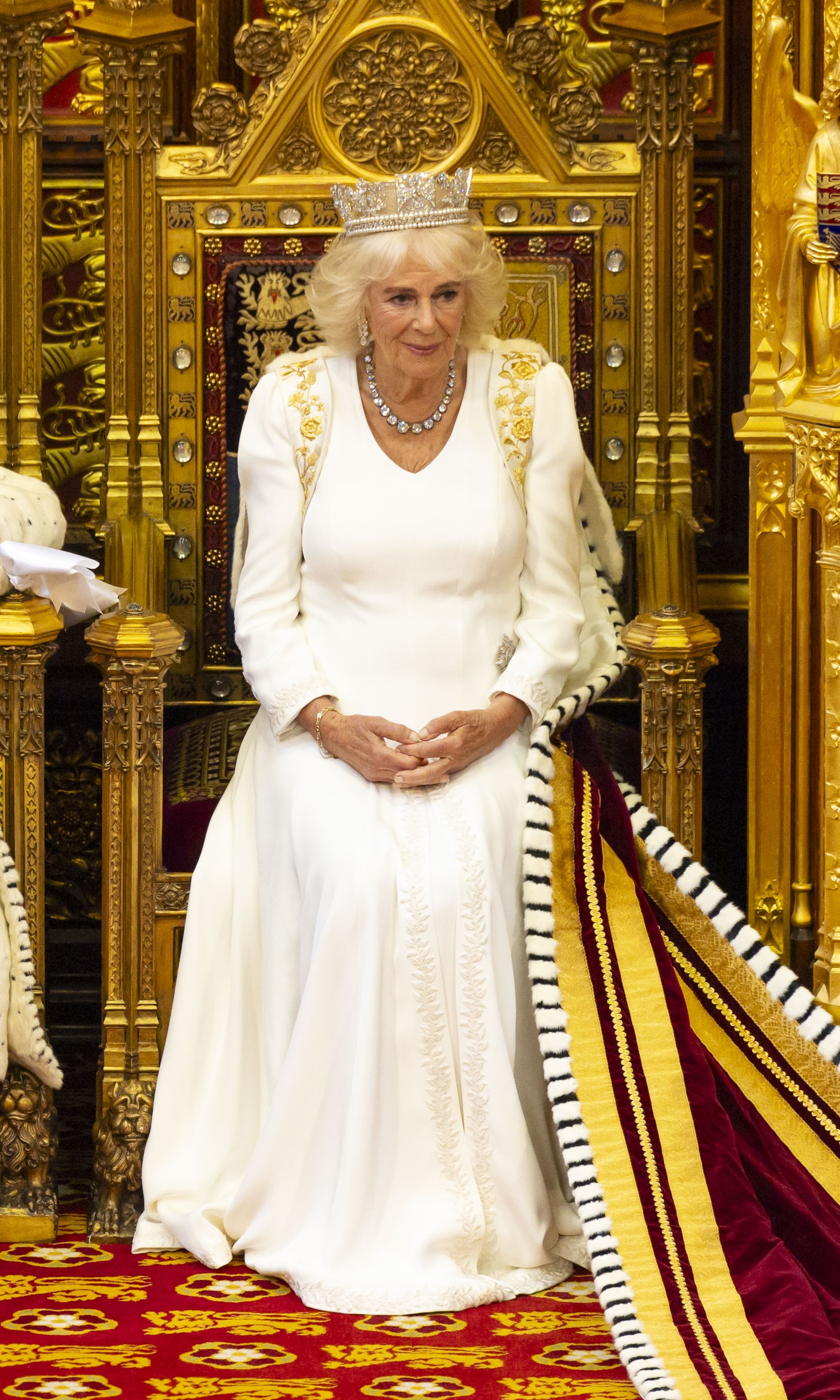
La reine à la Chambre des lords (juillet 2024).

Le roi reçoit ce même jour la Première ministre Liz Truss pour la première audience de son règne. Dans la semaine suivant la mort de la reine, Camilla accompagne son époux dans sa tournée royale en Angleterre, en Écosse, en Irlande du Nord et au Pays de Galles.
Le 28 novembre 2022, la BBC rapporte que Camilla a décidé de mettre fin à la tradition des dames de compagnie, qui remonte à plusieurs siècles, et que celles-ci seront désormais remplacées par les « compagnes de la reine ». Elles devraient être moins souvent présentes auprès de la reine, ne l’accompagnant que lors de cérémonies officielles ou d’évènements publics. Camilla choisit six amies de longue date : Sarah Troughton (en), Fiona, marquise de Lansdowne (en), (en) Katharine, Lady Brooke, Jane von Westenholz, Lady Sarah Keswick et Carlyn, baronne Chisholm d'Owlpen.
Elle est couronnée aux côtés de son époux Charles III lors de la cérémonie de couronnement qui se déroule en l'abbaye de Westminster le 6 mai 2023, le Palais royal ayant fait savoir que « le couronnement est un moment opportun pour commencer à utiliser Queen Camilla à titre officiel » la concernant et Charles III ayant émis un mandat royal afin que cette titulature se substitue à celle de « reine consort » dans le titre de son épouse.

## Titres et honneurs

### Titulature complète
À partir de son mariage jusqu'à ce que son mari succède en tant que roi, Camilla est couramment connue par son titre de duchesse de Cornouailles non pas celui de princesse de Galles. Sa titulature complète était « Son Altesse Royale la princesse Charles Philip Arthur George, princesse de Galles, duchesse de Cornouailles, duchesse de Rothesay, duchesse d'Édimbourg, comtesse de Chester, comtesse de Carrick, comtesse de Merioneth, baronne de Renfrew, baronne Greenwich, dame des Îles, princesse d'Écosse, dame grand-croix de l'ordre royal de Victoria ».
Camilla est titrée « reine consort » après la mort de sa belle-mère le 8 septembre 2022 et l'avènement de son époux Charles.
- Du 9 avril 2005 au 8 septembre 2022 : Son Altesse Royale la duchesse de Cornouailles ;
  - En Écosse : Son Altesse Royale la duchesse de Rothesay ;
- Du 8 septembre 2022 au 6 mai 2023 : Sa Majesté la reine consort[30] ;
- Depuis le 6 mai 2023 : Sa Majesté la reine[31],[32].

### Distinctions du Commonwealth
- Membre de l'ordre de la famille royale de la reine Élisabeth II (30 octobre 2007).
- Dame grand-croix de l'ordre royal de Victoria (GCVO, 9 avril 2012)[33].
- Compagnon de l’ordre de l’Étoile de la Mélanésie (CSM, 3 novembre 2012).
- Dame de l'ordre de la Jarretière (LG, 31 décembre 2021).
- Membre de l'ordre de Nouvelle-Zélande (ONZ, 5 juin 2023).
- Dame de l’ordre du Chardon (LT, 16 juin 2023).
- Membre de l'ordre de la famille royale du roi Charles III (25 juin 2024)[34].

### Médailles du Commonwealth
- Médaille commémorative pour le centenaire de la Saskatchewan (Canada, 7 juin 2005).
- Médaille du jubilé de diamant de la reine Élisabeth II (6 février 2012).

### Distinctions étrangères
- Grand-croix de l'ordre national du Mérite (France, 6 juin 2014)[35].
- Bande de l'ordre de l'Aigle aztèque (Mexique, 9 septembre 2015).
- Grand-croix de classe spéciale de l'ordre du Mérite de la République fédérale (Allemagne, 29 mars 2023).
- Chevalier grand-croix au grand cordon de l'ordre du Mérite de la République italienne‎ (Italie, 4 avril 2025)[36].
- Grand-croix de la Légion d'honneur (France, 8 juillet 2025).

## Dans la fiction
- 2005 : Dans le téléfilm Coup de foudre royal, le rôle de Camilla est interprété par Olivia Poulet[37].
- 2019-2023 : Dans la série The Crown, son rôle est interprété par Emerald Fennell (saisons 3 et 4) et Olivia Williams (saisons 5 et 6).
- 2025 : dans le film français God Save the Tuche, elle est jouée par Élise Larnicol[38].